# Boehmov sistem za klarinet
Boehmov sistem za Klarinet, je sistem delovanja mehanike klarineta, ki sta ga med letoma 1839 in 1843 razvila Hyacinthe Klosé in Auguste Buffet Jeune. Ime je nekoliko varljivo saj se je sistem zgledoval po sistemu Theobalda Boehma za flavto, vendar se od njega razlikuje, saj klarinet prepihuje pri duodecimi (kvinta + oktava) flavta pa pri oktavi. Tudi sam Boehm ni bil vključen v razvoj sistema za klarinet.
Klosé in Buffet sta vzela standardni sopranski klarinet, prilagodila sistem obročkov z obročki in osmi, da bi odpravila resne težave z intonacijo na zgornjem in spodnjem delu instrumenta ter dodala podvojene tipke za levi in desni mali prst, kar poenostavi več težkih artikulacij pri obsegu instrumenta.
Klarinet Boehm je bil sprva najbolj uspešen v Franciji - bil je skoraj edina vrsta klarineta, ki se je uporabljala v Franciji do konca 1870-ih let, vendar je začel zamenjevati tudi sistem klarineta Albert v Belgiji, Italiji in Ameriki v 1870-ih in po zgledu Manuela Gómeza, uglednega klarinetista iz Londona, ki je v 1890-ih uporabljal sistem Boehm in klarinet sistema Full Boehm - v Angliji
. Do začetka dvajsetega stoletja so bili skoraj vsi klarineti, ki so jih izvajalci uporabljali zunaj Nemčije, Avstrije in Rusije, po principu sistema Boehm ali enega od njegovih naslednikov. Edina sprememba klarineta Kloséja in Buffeja, ki ima širok spekter, je klarinet sistema Full Boehm, ki ga je Buffet uvedel v 1870-ih.